# Jacques Cuisinier
Jacques Cuisinier (Elsene, 12 september 1915 – Brussel, 29 februari 2000) was een Belgisch architect die met zijn modernistische gebouwen een grote stempel drukte op het Brusselse stadsbeeld.

## Leven
Cuisinier studeerde met uitmuntende cijfers af aan de Hogeschool Sint-Lukas Brussel te Schaarbeek. Hij was een flamboyante persoon en raakte bevriend met invloedrijke figuren zoals politicus Paul Vanden Boeynants of vastgoedmagnaten Adolphe ("Ado") Blaton en "King Parking" Charly De Pauw.
Eind jaren vijftig brak de architect door toen hij het Internationaal Rogiercentrum ontwierp, beter bekend als de "Martinitoren". Het was een voorbeeld van zijn zuivere, functionalistische stijl naar het voorbeeld van Ludwig Mies van der Rohe, Walter Gropius, Le Corbusier, Oscar Niemeyer en Pier Luigi Nervi. Als rechtgeaarde modernist bracht hij verschillende functies bijeen in het Rogiercentrum: winkels, kantoren, appartementen, horeca, een kapel, een theater.
In de jaren zestig tekende hij enkele grote residentiële projecten. In La Magnanerie ontwikkelde hij op de site van een voormalige rupskwekerij te Vorst een reusachtig wooncomplex. De meer dan 400 woningen hadden oppervlakten die varieerden van heel klein tot heel ruim, in een bewuste poging om een sociale mix te creëren.
Op de plek van het afgebroken Sportpaleis van Schaarbeek ontwierp Cuisinier Brusilia. De naam verwees naar de stad die zijn inspirator Oscar Niemeyer had ontworpen, Brasilia. Met zijn 32 verdiepingen was het lange tijd de hoogste woontoren van het land. De voor Cuisinier zo typische curve was sterk aanwezig.
Vanaf eind jaren zeventig moest Cuisinier zich met kleinere projecten tevreden stellen. Hij begon in financiële problemen te geraken en liep een veroordeling op wegens fraude (1985). Zijn bezittingen werden openbaar verkocht, waarbij aan het licht kwam dat hij zelf slachtoffer van oplichting was geweest. Zijn uitgebreide kunstcollectie, met werk van onder meer Daumier, Monet, Renoir, Degas, Matisse en Picasso, bleek te bestaan uit vervalsingen. Na deze episode kreeg Cuisinier hulp van zijn oude vriend Blaton. Het Méridienhotel aan het zogenaamde Europakruispunt was zijn laatste wapenfeit.

## Waardering
Het werk van Cuisinier belichaamt de controversiële transformaties van het Brusselse stadsbeeld in de tweede helft van de 20e eeuw. Met zijn bevlogen modernisme wilde hij radicaal breken met het verleden. Het oude Noordstation moest wijken voor zijn Martinitoren, het Sportpaleis van Schaarbeek voor Brusilia. Wanneer zijn strakke, kale ontwerpstijl te veel weerstand opriep bij zijn opdrachtgevers of het grote publiek, kon Cuisinier zelfs in de jaren 50 al overschakelen op een postmodernistisch register (bv. voor de hotels Amigo en Le Méridien). Hij had un crayon souple, zoals hij zelf zei ("een soepel potlood"). Dan zocht hij net aansluiting bij het verleden, zodanig zelfs dat het eerder leek te vervallen in een pastiche.

## Werk
- Verbouwing van een feestzaal tot schouwburgzaal voor het Théâtre de la Bourse (1947, Brussel)
- Hotel Amigo (Brussel, 1957), met Louis Govaerts (afgebrand in 1969, nadien heropgebouwd)
- Résidence du Lac (1957, Elsene)[3]
- Internationaal Rogiercentrum of 'Martinitoren' (1958, Sint-Joost-ten-Node), met Serge Lebrun[4]
- Sint-Honorédoorgang (1962, Brussel), met Serge Lebrun
- La Magnanerie (1962, Vorst)
- Louizapoortgalerij (1963, Elsene)
- Alberttoren (1965, Vorst)
- Karel de Grote-gebouw (1964, Brussel)
- Muntcentrum (1967-71, Brussel), met Jean Gilson, André Polak, Jean Polak en Robert Schuiten
- Brusilia (1968, Schaarbeek)[5]
- Crowne Plaza Hotel (1971, Wetstraat Brussel)
- Neobarok huis (1979, Brussel)
- Hotel Le Méridien (1995, Brussel)

Dikwijls wordt ook Parking 58 aan Cuisinier toegeschreven, maar in werkelijkheid is dit een ontwerp van Pierre d'Haveloose.

## Fotogalerij

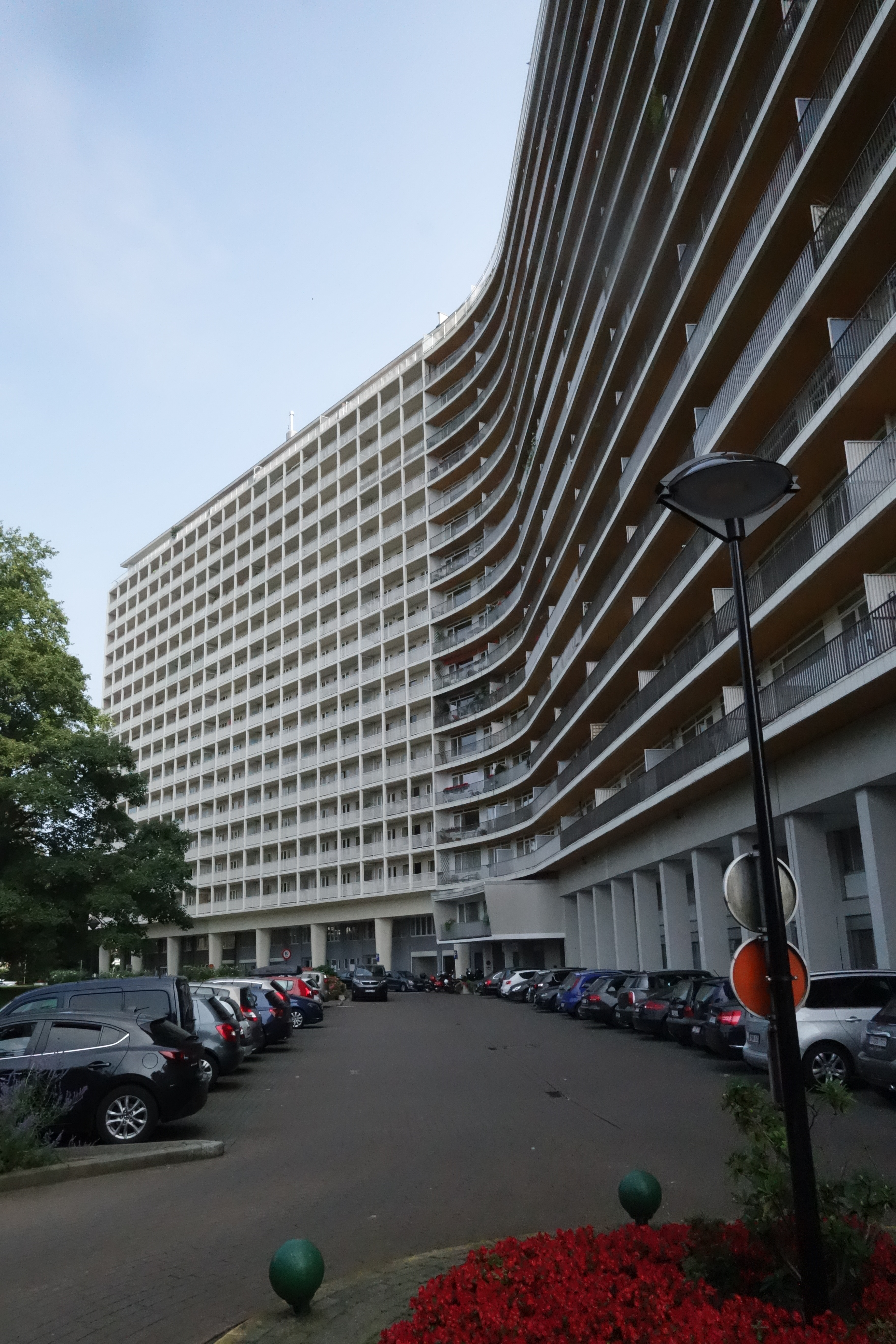
La Magnanerie, Vorst
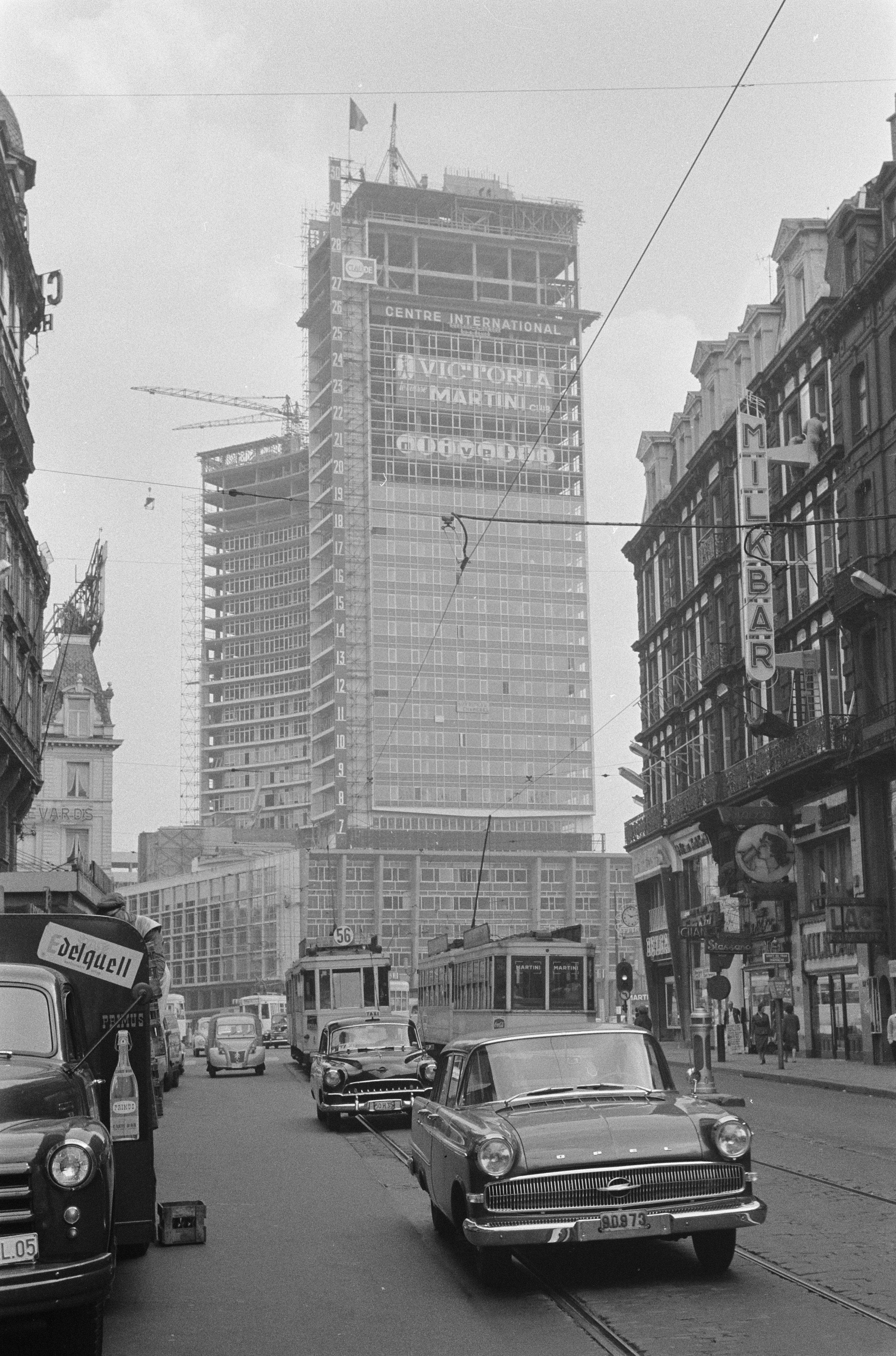
Rogiercentrum, Sint-Joost-ten-Node (Gesloopt)
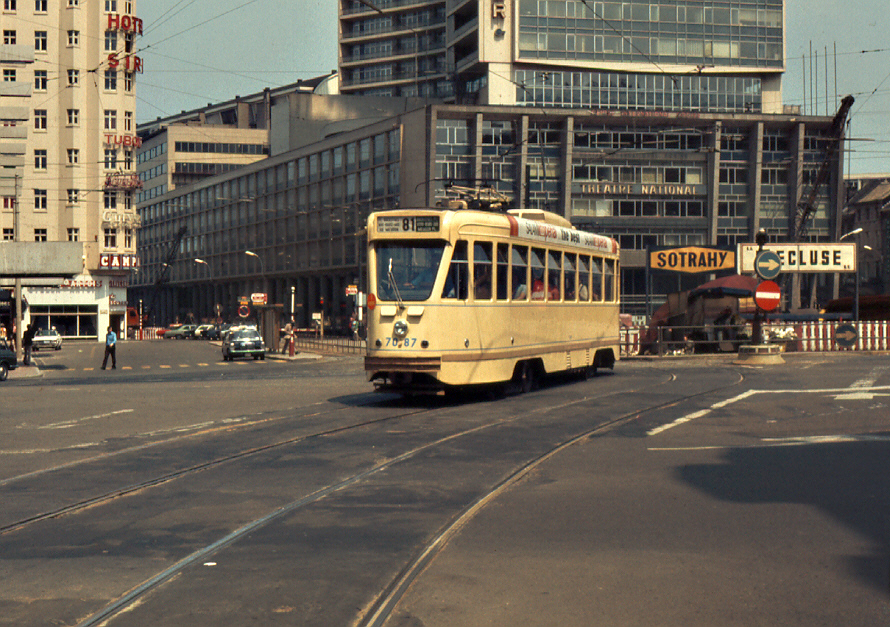
Sokkel Rogiercentrum
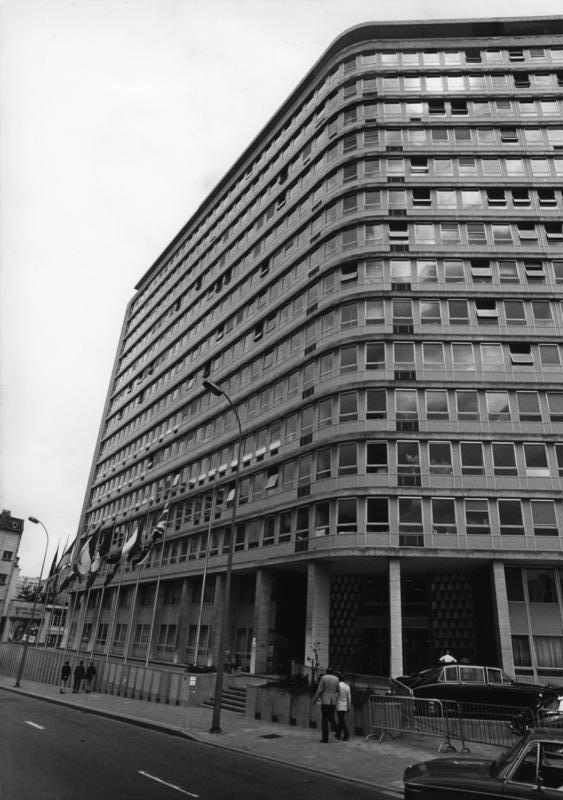
Charlemagne-gebouw, Brussel
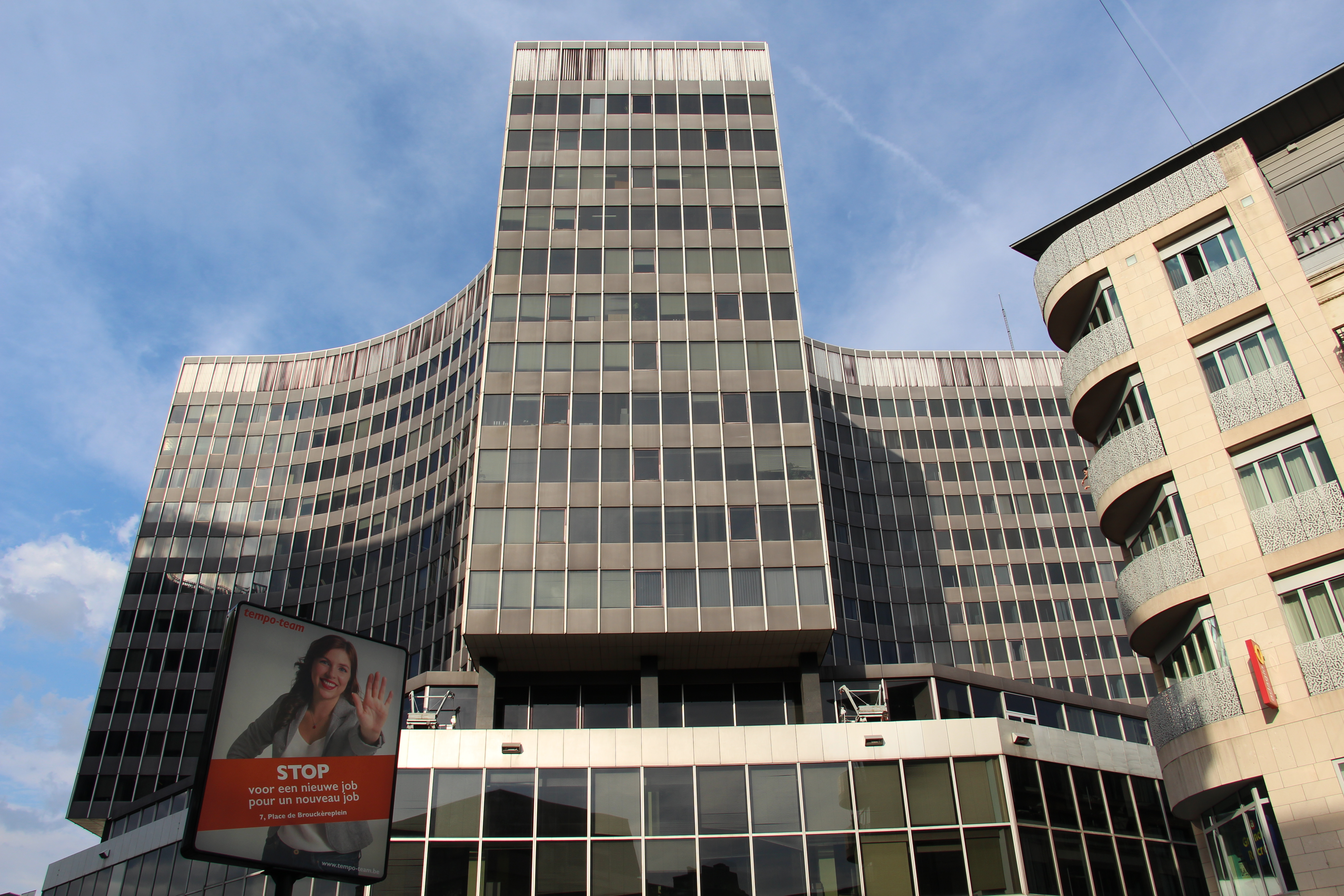
Muntcentrum, Brussel
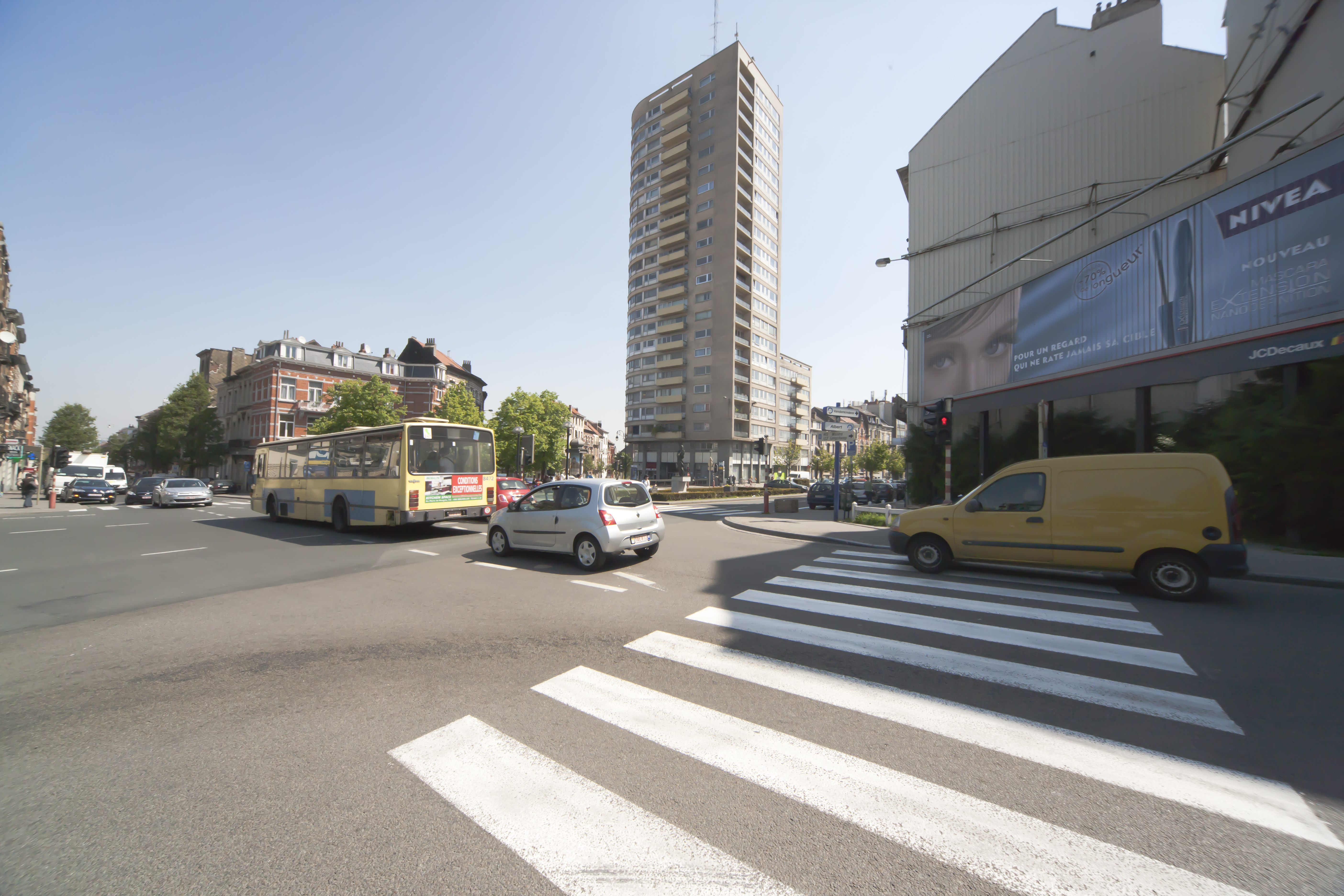
Alberttoren, Vorst
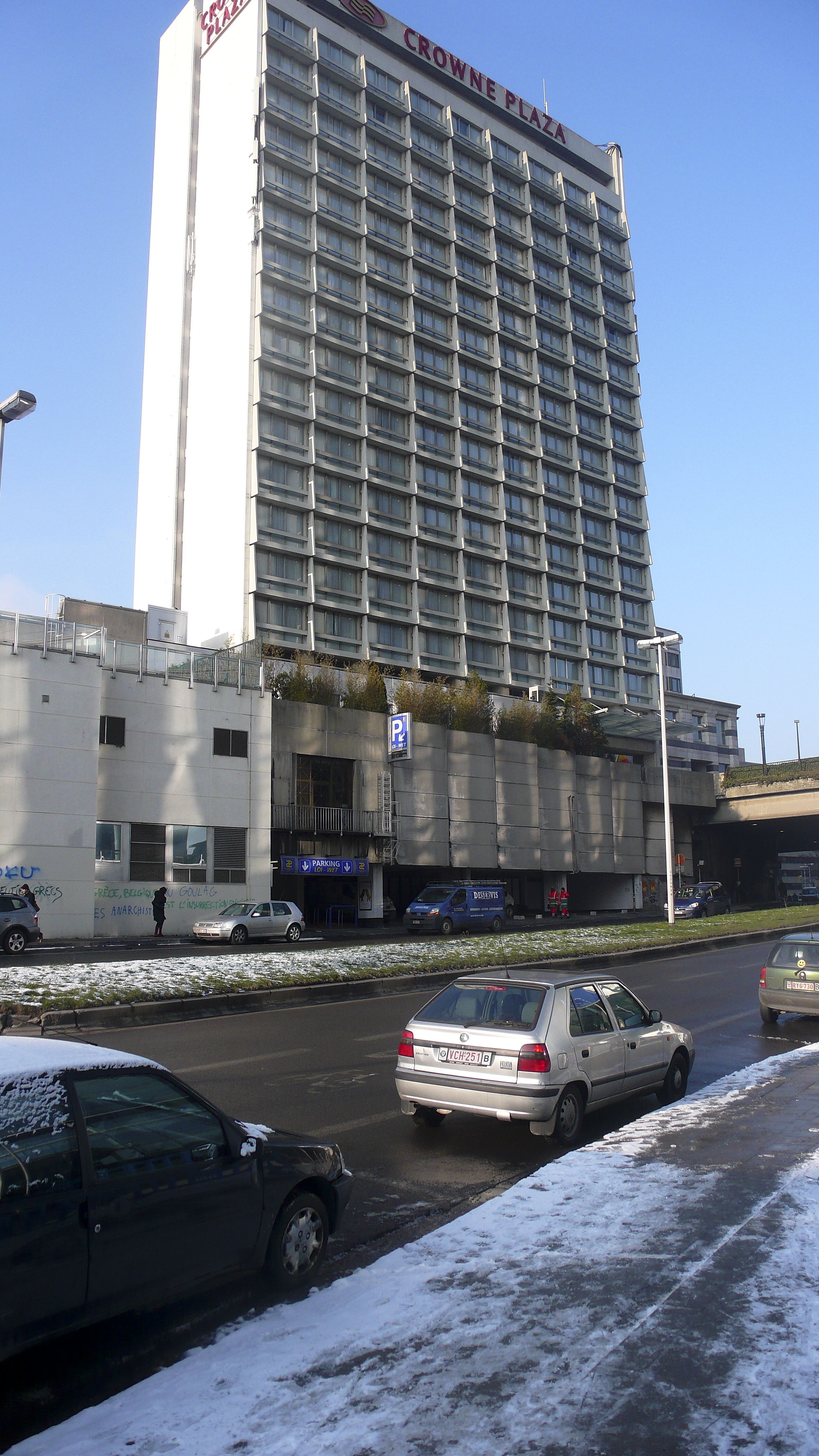
Crowne Plaza Hotel, Brussel (Gesloopt)
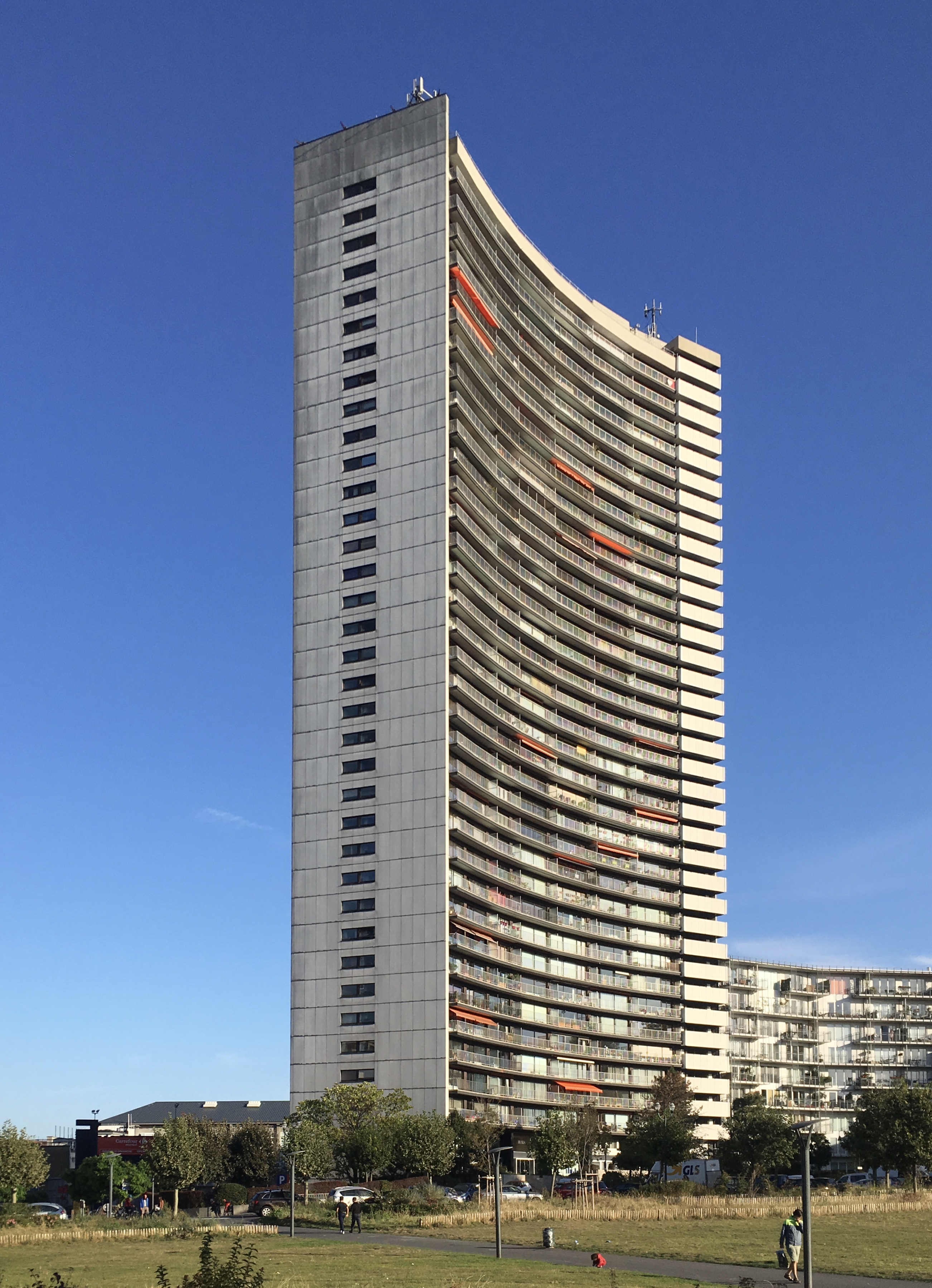
Woontoren Brusilia, Schaarbeek
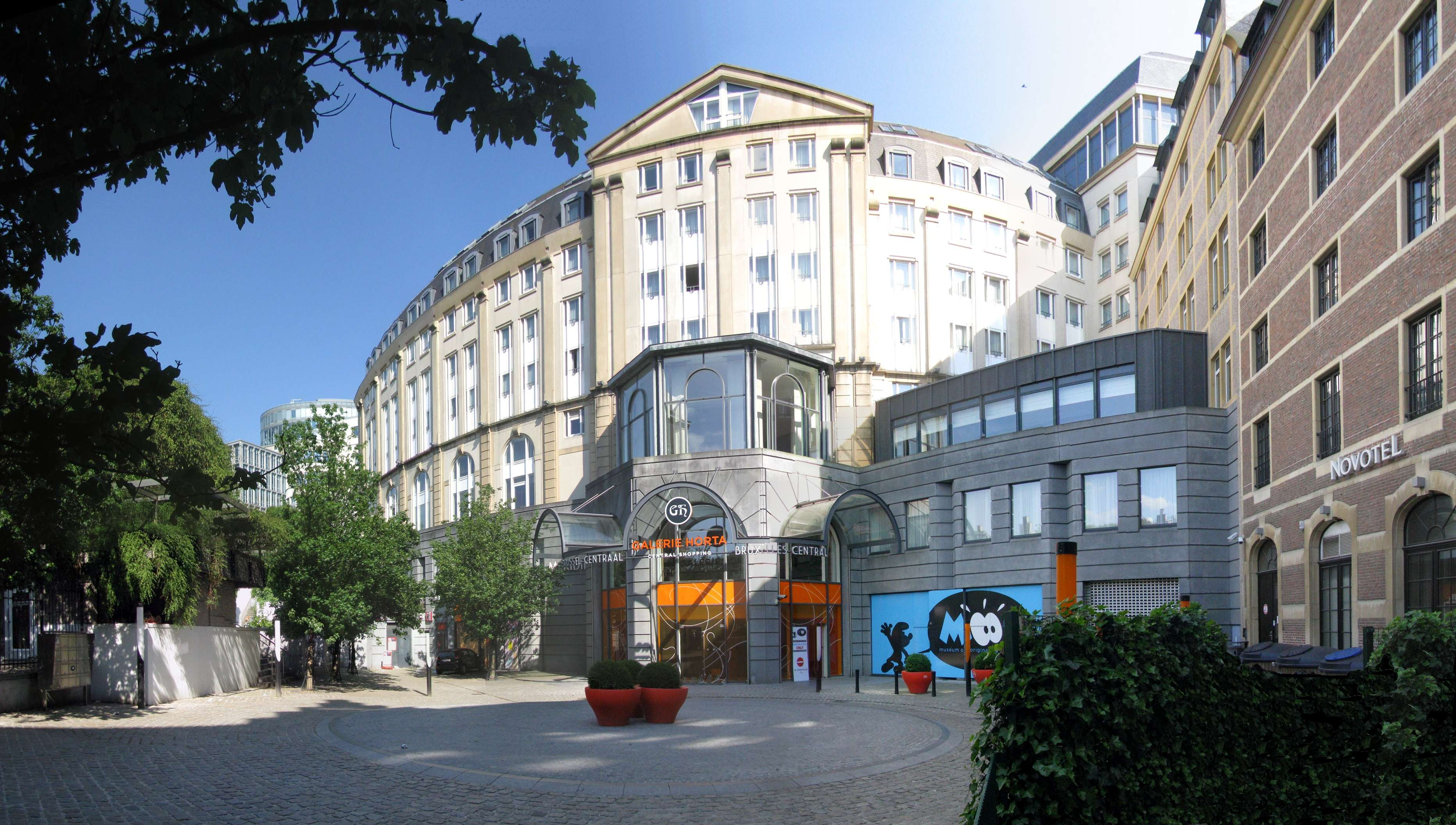
Hôtel Méridien (Hilton Brussels Grand Place), Brussel

## Voetnoten
1. ↑  Architectuur: De man van Martini, Brusilia en Amigo, Brussel Deze Week, 11 januari 2009 (brusselnieuws.be, geraadpleegd op 14 april 2014). Gearchiveerd op 4 maart 2016.
2. ↑  Vorstelijke zijde uit vervlogen tijden, Brussel Deze Week, 1 november 2012 (brusselnieuws.be, geraadpleegd op 14 april 2014). Gearchiveerd op 23 september 2015.
3. ↑  Résidence du Lac (geraadpleegd op 14 april 2014)
4. ↑  Internationaal Rogier Centrum (geraadpleegd op 14 april 2014)
5. ↑  Brusilia(geraadpleegd op 14 april 2014)
6. ↑  R. Meyer & E. De Kooning (2002), "Parking 58 (1957): P. D’Haveloose met A. Lipski", A+ : BELGISCH TIJDSCHRIFT VOOR ARCHITECTUUR, nr. 179, blz. 80–81

- Union List of Artist Names: 500245568
- Virtual International Authority File: 173455688